# Killarney Motor Racing Complex
O Killarney Motor Racing Complex é um autódromo localizado na Cidade do Cabo, na África do Sul, o circuito foi inaugurado em 1947 e possui um traçado de 3,267 km.
O circuito fez parte do calendário do Campeonato Mundial de Rallycross de 2017 a 2019, com um outro traçado.